# Riccardo Bee
Riccardo Bee (Lamon, 1947 – Monte Agner, 26 dicembre 1982) è stato un alpinista italiano.

## Biografia
Riccardo Bee, primo di tre fratelli, nacque nel 1947 a Lamon, studiò all'allora I.T.I. di Belluno (oggi I.T.I.S.) come perito metalmeccanico e si laureò all'università di Padova in ingegneria meccanica. Conobbe quindi Carla de Bernard, che divenne sua moglie; la coppia ebbe poi due figlie. Riccardo esercitò la professione di insegnante presso lo stesso istituto I.T.I. di Belluno e collaborò con la ditta Comedil per la progettazione di dispositivi di sicurezza per gru ed altri apparecchi.
Riccardo si avvicinò all'alpinismo nel 1972, nella palestra di roccia della Val Gallina, con il fratello Adriano. In seguito all'incontro con Franco Miotto la sua carriera fu un susseguirsi di successi. La cordata Miotto-Bee fu una delle più famose della sua epoca ed in generale dell'alpinismo dolomitico. Negli anni dal 1973 al 1979 il duo ha realizzato:
- Pala Alta (gruppo della Schiara), direttissima per la parete Nord (1973, 600 m, V e VI, con Gianeselli, Foggiato e Garna)
- Prima ripetizione invernale alla via Italo-Polacca al Burèl (marzo del 1974)
- Prima ripetizione invernale al Gran Diedro sud della Schiara (10-11/01/1976)
- Burel (gruppo della Schiara), diretta alla parete nord ovest (12/06/1976, 700 m, V)
- Spiz di Mezzo (gruppo degli Spiz di Mezzodì), parete nord (19/06/1976, 450 m, V, VI e A1, con Gianeselli)
- Burel, via di sinistra, realizzata in inverno (2-6/03/1977, 1200 m, VI+ e A1)
- Burel, via del Gran Diedro di destra (23/04 e 4/06 del 1977, 1200 m, VI+ e A2)
- Pelmo, parete sud-ovest (15-17/09 e 2/10 del 1977, 800 m, VI+ e A3, con G. Groaz)
- Pizzocco, via "dei Bellunesi" alla parete nord-ovest (4-6/06/1978, 800 m, VI+ e A3)
- Palazza (gruppo dei Monti del Sole), via "Chino Viel" (25-27/07/1978, 550 m, VI e A3)
- Seconda Pala di San Lucano (gruppo delle Pale di San Lucano), via diretta alla parete sud-ovest (12-16/05/1979, 1400 m, VI+ e A1)
- Spiz di Lagunaz (gruppo delle Pale di San Lucano), via "dei Bellunesi" (11-13/07/1979, 1300 m, VI e A2, con Stefano Gava)

Oltre a queste la cordata aprì anche altre vie sul Nason (Schiara) e nei Monti del Sole (Palazza e Feruch).
Dopo la scalata dello Spiz di Lagunaz il sodalizio tra i due alpinisti si ruppe e per Riccardo si aprì una nuova fase del suo alpinismo.
Già prima della rottura con Miotto, Riccardo praticò alpinismo solitario realizzando:
- Schiara, nuova via al pilastro sud (1978, 800 m, IV e V+)
- prima ripetizione in solitaria della via Livanos alla Pala Belluna
- prima ripetizione solitaria alla via Sorgato della Seconda Pala Balcon (1978, Schiara)
- Croda del VII Alpini (Schiara), via Adelchi (1979, 450 m, VI)

ed arrampicò anche con il fratello Gianni e con Soro Dorotei.
Ma è dal 1979 che Riccardo realizzò le sue imprese più coraggiose ed estreme:
- prima ripetizione in solitaria della via Italo-Polacca al Burel (17/08/1979, con variante mediana)
- Burel, per il lato destro della parete sud (18/09/1979, 550 m, V e VI)
- Burel, per il lato destro della parete sud-est (1979, 550 m, VI e A3)
- Torre dell'Angolo Grande, per la fessura nord (1979, 200 m, VI e A3)
- Agnèr (gruppo delle Pale di San Martino), nuova via diretta alla parete nord-est (03/1989, è un raddrizzamento della via Messner per circa 800 m di nuova via di V e VI)
- Burel, per il lato destro della parete sud ovest (26-27/07/1980, 550 m, VI e A3)
- prima ripetizione in solitaria alla via Vinci-Bernasconi sull'Agnèr
- Antelao, nuova via per il centro della parete sud (24-26/11/1980, VI e tratti in A2).
- prima ripetizione in solitaria ed invernale al diedro nord-ovest della Schiara o via dei Polacchi (7-9/03/1981)
- Serauta (Marmolada), tre nuove vie: la via Diagonale (600 m, V e A3, con S. Gava), la Via delle Zurle (600 m, VI+ e A3-A4, in solitaria) e la Direttissima (G. De Biasi, M. De Vecchi e S. Neri) (tutte tra maggio e giugno del 1982).
- Agnèr, via al pilastro nord-ovest "Riccardo Bee" (19-20/07/1982, 700 m, VI e A1, considerato il suo capolavoro).
- Agnèr, via del Gran Diedro (5/09/1982, 700 m, VI+, è la sua ultima realizzazione).

Con diversi compagni Riccardo portò a compimento anche alcune altre salite di rilievo tra cui la prima ripetizione invernale alla via Dell'Oro sulla Torre Trieste (Civetta), la via Seppie conse sulla parete sud del Serauta (Marmolada), il canalone nord dell'Agnèr (con F. Sponga) e la prima ascensione della Torre Berto (Pale di San Martino).
Il 26 dicembre 1982 Riccardo tentò di realizzare, in solitaria ed in inverno, una nuova via sull'Agnèr a destra della Messner (o Sudtirolesi), ma precipitò da un'altezza di circa 100 m; il suo corpo fu ritrovato alla base della parete il primo gennaio 1983.
Riccardo Bee è considerato uno degli alpinisti più forti della sua epoca, eppure dei suoi itinerari e delle sue imprese si conosce molto poco. Egli infatti non divulgò mai le sue imprese al grande pubblico e solo una ristretta cerchia di amici ed i parenti erano a conoscenza del suo operato.

## Nella cultura
A distanza di 40 anni dalla morte, il giornalista Emanuele Confortin realizzò il documentario L'ultima via di Riccardo Bee, vincitore del premio del pubblico come miglior film di alpinismo al Trento Film Festival 2023.

### Documentari
- L'ultima via di Riccardo Bee, regia di Emanuele Confortin, documentario, 2023